# Девід Шарп (футбольний функціонер)
Девід Шарп (англ. David Sharpe, нар 11 травня 1991) — англійський футбольний функціонер, голова англійського футбольного клубу «Віган Атлетік» з березня 2015 року.

## Біографія
Шарп народився у Вігані, отримав освіту в школі Шрусбері, а потім вивчав бізнес в Оксфорді.
Дід Шарпа Дейв Вілан, придбав футбольний клуб «Віган Атлетік» в лютому 1995 року, коли клуб був у Третьому дивізіоні, четвертий ешелон англійського футболу. За правління Ввілана клуб досягнувши Прем'єр-ліги в 2005 році і виграв Кубок Англії 11 травня 2013 року, , але також вилетів у Чемпіоншип в кінці сезону 2012/13..
Сім'ї Віланів продовжила володіти всіма акціями в компанії, яка управляє «Віганом». Шарп став директором «Віган Атлетік» в грудні 2014 року, коли клуб був у Чемпіоншипі, і був призначений президентом після відставки свого діда в березні 2015 року. У віці 23 років, він став одним з наймолодших світових футбольних босів. Призначення Шарпа спричинило шок і скептицизм з боку уболівальників і ЗМІ, оскільки він став наймолодшим головою клубу в англійському футболі.

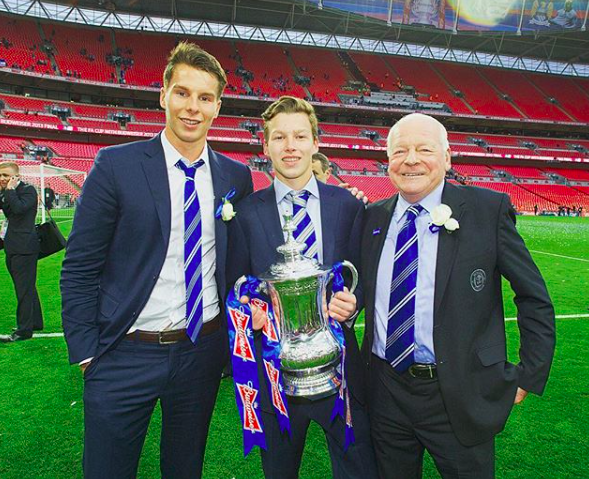
Девід Шарп, Пол Шарп, та Дейв Вілан, попередній голова клубу.

Першим великим рішенням Шарпа стало звільнення головного тренера Малкі Маккея у Великодній понеділок 2005 року після домашньої поразки 0:2 від :Дербі Каунті:. На 5 ігор, що залишились до кінця сезону, Шарп призначив тренером колишнього капітана клубу Гарі Колдвелла, однак «Віган» не зміг покращити результат і вилетів у Першу лігу.
На сезон 2015/16 Колдвелл залишився в команді, виграв Першу лігу Один і повернув клуб у Чемпіоншип.
У чемпіонаті 2016/ 17, коли клуб у 14 матчах здобув лише 2 перемоги, Шарп прийняв сміливе рішення звільнити Гарі Колдвелла. і призначив Воррена Джойса, що тренував молодіжну команду «Манчестер Юнайтед» і був рекомендований сером Алексом Фергюсоном . При цьому Джойс раніше відхилив роль менеджера в Бернлі і Блекберн. Однак, результати не покращились і у березні 2017 року Джойс був звільнений. Клуб опинився в боротьбі за виживання і в.о. головного тренера став Грем Барроу, яки не врятував команду від вильоту.
Після вильоту Шарп призначив менеджером Пола Кука, що до цього працював у Портсмуті  у червні 2017 року. «Віган» зумів утримати зоряних гравців і в першому ж сезоні знову повернувся у Чемпіоншип.